# Consequences (canción)
«Consequences» es el tercer sencillo de la cantante cubanomexicana Camila Cabello perteneciente a su álbum debut Camila. Fue anunciada como el tercer y último sencillo del álbum el 8 de octubre de 2018 a través de sus redes sociales. El 9 de octubre de 2018 se lanzó a la venta la versión orquesta del sencillo. El mismo día se realizó la primera presentación en vivo del tema en los Premios American Music. El 10 de octubre se estrenó el video musical junto a Dylan Sprouse. El sencillo fue programado para lanzarse en las radios el 22 de octubre de 2018.

## Formatos y lista de canciones
- CD sencillo[6]

1. "Consequences" – 2:58

- Descarga digital - versión orquesta[7]

1. "Consequences" (versión orquesta) – 3:01

## Presentaciones en vivo
Aún sin ser lanzada como sencillo oficial, «Consequences» fue incluida en la lista de canciones de su gira Never Be the Same Tour y de la gira Taylor Swift's Reputation Stadium Tour en la que Cabello fue telonera. Además el 19 de junio de 2018 durante su visita en París, Francia, Cabello interpretó en la radio NRJ Hit Music Only en el "Le Rico Show" una versión acústica de «Consequences» y de los sencillo «Never Be the Same» y «Havana». El 20 de julio de 2018 se presentó en Nueva York en el programa estadounidense Good Morning America interpretando «Consequences» junto a otros temas del álbum, «Never Be the Same», «In the Dark», «Into It» y «Havana».
La primera presentación como sencillo oficial se llevó a cabo en los Premios American Music, interpretó el sencillo en un vestido de gala junto a una orquesta.

## Video musical

### Antecedentes y lanzamiento
El 23 de agosto de 2018 Cabello compartió una fotografía junto al actor Dylan Sprouse en sus redes sociales junto al texto «what are we workin’ on?». El 4 de octubre de 2018 Cabello envió 12 cajas a sus fanáticos, las cuales contenían polaroids de la grabación del video junto al hashtag #Consequencesiscoming. Finalmente el 8 de octubre la cantante confirmó que el lanzamiento del video musical sería el 10 de octubre y compartió el primer adelanto.
El video musical cuenta con la actuación del actor Dylan Sprouse, dirigido por Dave Meyer y producido por Freen Joy.

## Posicionamiento en las listas

### Semanales
| País             | Lista                      | Mejor posición |
| ---------------- | -------------------------- | -------------- |
| Bélgica Flanders | Ultratip Flanders          | 36             |
| Canadá           | Billboard Canadian Hot 100 | 75             |
| Estados Unidos   | Billboard Hot 100          | 51             |
| Irlanda          | IRMA                       | 57             |
| Nueva Zelanda    | Heatseekers Singles (RMNZ) | 16             |
| Portugal         | AFP                        | 60             |

## Certificaciones
| País   | Organismo certificador | Certificación | Ventas certificadas | Ref.   |
| ------ | ---------------------- | ------------- | ------------------- | ------ |
| México | AMPROFON               | Oro           | 30,000              | [ 25 ] |

## Historial de lanzamiento
| Región               | Fecha                       | Formato                     | Versión          | Discográfica |
| -------------------- | --------------------------- | --------------------------- | ---------------- | ------------ |
|                      | 12 de enero de 2018         | Descarga digital, streaming | Versión original | Epic Records |
| 9 de octubre de 2018 | Descarga digital, streaming | Versión orquesta            |                  | Epic Records |
| Estados Unidos       | 22 de octubre de 2018       | Versión orquesta            | Radio premiere   | Epic Records |